# Balèti
Balèti est le terme en langue provençale ou languedocienne, toutes deux variétés dialectales de la langue d'oc, utilisé pour désigner un bal populaire.
Ce terme est revenu à la mode grâce à des groupes tels que Massilia Sound System qui l'ont adapté et mis au goût du jour en organisant de nombreux ragga balèti. Il est aussi utilisé comme synonyme de bal folk en Occitanie, sans pour autant que les danses pratiquées soient particulièrement locales.